# Nowa Brzeźnica
Nowa Brzeźnica (deutsch Brzeznica) ist eine ehemalige Stadt im Powiat Pajęczański der Woiwodschaft Łódź in Polen. Es ist Sitz der gleichnamigen Landgemeinde mit 4535 Einwohnern (Stand 31. Dezember 2020).

## Geschichte
Der Ort erhielt 1943 den Namen Berntal und gehörte bis 1945 zum Landkreis Welun, Reichsgau Wartheland.

## Gemeinde
Zur Landgemeinde (gmina wiejska) Nowa Brzeźnica mit einer Fläche von 135,2 km² gehören das Dorf selbst und 14 weitere Dörfer mit Schulzenämtern (sołectwa) sowie eine Reihe weiterer Orte.

## Verkehr
Der ehemalige Bahnhof – heute Dienstbahnhof Brzeźnica nad Wartą liegt westlich des Dorfs an der Bahnstrecke Wyczerpy–Chorzew Siemkowice.

## Persönlichkeiten
Der Diplomat, Geograph und Historiker Jan Długosz (1415–1480) und der Komponist Juliusz Łuciuk (1927–2020) wurden hier geboren.